# Medetera turkestanica
Medetera turkestanica är en tvåvingeart som först beskrevs av Stackelberg 1926.  Medetera turkestanica ingår i släktet Medetera och familjen styltflugor. Inga underarter finns listade i Catalogue of Life.